# Diego López (Fußballspieler, 1994)
Diego López, vollständiger Name Diego Gastón López Barrios, (* 23. Februar 1994 in Trinidad) ist ein uruguayischer Fußballspieler.

## Karriere

### Verein
Mittelfeldakteur López gewann 2009 mit der U-15 des Club Atlético Peñarol die Uruguayische Meisterschaft in der Sexta División und gehörte auch 2010 der Jugendmannschaft der „Aurinegros“ an. Im Jahr 2013 stand er in Reihen der in der Cuarta División spielenden Mannschaft des Erstligisten River Plate Montevideo. Im Juli 2014 stand sein Wechsel zum maltesischen Klub FC Msida Saint Joseph im Raum. Er wechselte Ende Januar 2015 vom italienischen Klub Selargius zum in Montevideo ansässigen uruguayischen Erstligisten Sud América. Dort absolvierte er in der Clausura 2015 zwei Partien in der Primera División. In der Spielzeit 2015/16 folgten zwei weitere Erstligaeinsätze (kein Tor). In der Saison 2016 kam er in einem Erstligaspiel (kein Tor) zum Einsatz.

### Nationalmannschaft
López spielte bereits für die U-15- und die U-17-Nationalmannschaft Uruguays. Mit der U-15 belegte er als Mitglied des dortigen Aufgebots bei der U-15-Südamerikameisterschaft 2009 in Bolivien den vierten Platz. Bei der U-17-Südamerikameisterschaft 2011 in Ecuador soll er angeblich auch zum uruguayischen Kader gehört haben. Allerdings wird dies in anderen Quellen nicht bestätigt.
Mit der U-17 nahm er zudem vom 6. bis 21. Dezember 2010 an einer Tournee durch Argentinien, Peru und Ecuador teil.